# Julian Bigelow
Julian Himely Bigelow (* 19. März 1913 in Nutley, New Jersey, USA; † 17. Februar 2003 in Princeton, New Jersey) war ein US-amerikanischer Elektroingenieur.

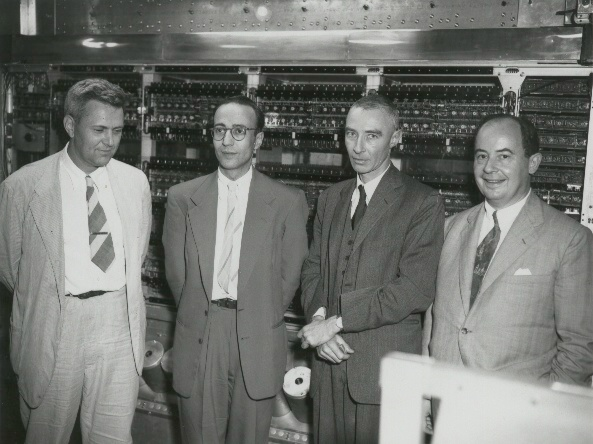
Von links: Julian Bigelow, Herman Goldstine, Robert Oppenheimer und John von Neumann

## Leben
Nach dem Studium der Mathematik und der Elektrotechnik am  Massachusetts Institute of Technology (MIT) nahm er eine Stelle als Ingenieur bei IBM an.
Anfang der 1940er Jahre, während des Zweiten Weltkriegs, arbeitete er mit Norbert Wiener an einer automatischen Feuerleitvorrichtung für Flugabwehrgeschütze. Obgleich diese Arbeiten nicht sehr erfolgreich waren, blieb er weiter mit Wiener verbunden.
1943 veröffentlichten sie mit dem Neurophysiologen Arturo Rosenblueth die Arbeit Behavior, Purpose and Teleology, in der sie aufzeigen, dass die Verhaltensklassen bei Maschinen und lebenden Organismen gleich organisiert sind. Sie betrachteten alles zweckgerichtete Handeln als Steuerungsprozess mit Rückkopplung, was in der Elektrotechnik als Regelung bekannt war. Ziel dieses Handelns sei es, das System stabil zu halten. Mit dieser These waren sie Mitbegründer einer neuen Disziplin: die Kybernetik.
Der Artikel machte einen starken Eindruck auf eine kleine Gruppe von Intellektuellen und führte zur Gründung eines kleinen Vereins, Teleologische Gesellschaft genannt. Diese Gruppe wiederum bewirkte eine Reihe wissenschaftlicher Sitzungen, die Macy-Konferenzen, in denen Bigelow und eine einflussreiche Gruppe von Wissenschaftlern und Denkern zusammengebracht wurden.
Der Techniker Bigelow verband in seiner Zusammenarbeit mit den Theoretikern Wiener und von Neumann diese mit der „realen Welt“.
Als Bigelow sein säuberlich zerlegtes Haus von einer Seite der Stadt zur anderen versetzte, begleitete ihn eine Parade die Hauptstraße Princetons hinunter.
1946 wurde Bigelow auf Empfehlung von Wiener von dem Mathematiker John von Neumann an das Institute for Advanced Study in Princeton geholt, wo er als Chef-Ingenieur eine Rechenmaschine bauen sollte. Sechs Jahre (1952) später war der IAS-Computer voll funktionsfähig. Schon im Jahr zuvor stellten Wissenschaftler des Los Alamos Laboratory an diesem Rechner Berechnungen für die Wasserstoffbombe an.
Bigelow, einer der ersten Computerarchitekten der Welt, war begeistert über die Möglichkeiten, die sich aus dieser Technik ergaben.
Als Hobby renovierte er ein Flugzeug und flog noch im Alter von 80 Jahren.
Seine Frau Elizabeth überlebte ihn. Ihre Kinder sind Nicholas in Rochester, Marc in Wolcott Vt. und Alice in London.